# Герасим (патријарх јерусалимски)
Патријарх Герасим (грч. Πατριαρχης Γερασιμος; рођ. Константинос Протопапа; Пелопонез, 11. фебруар 1841 — Јерусалим, 9. фебруар 1897) био је епископ Јерусалимске и Антиохијске Православне Цркве, патријарх града Јерусалима и целе Палестине (1891-1897), патријарх антиохијски и свега Истока (1885-1891).

## Биографија
Био је синовац лидског архиепископа Герасима. По обичају братства Светог гроба, као дете је био позван у Палестину да се припреми за духовну каријеру. Студирао је на Богословској школи манастира Часног Крста у Јерусалиму и на Математичком факултету Атинског универзитета.
По повратку у Палестину 1866. предавао је у школи Часног крста.
Око 1870. године примио је монашки постриг са именом Герасим и уздигнут у чин архимандрита.
Након 1873. године, када је школа престала са радом, архимандрит Герасим је заузимао различите положаје у апарату Јерусалимске патријаршије.
Године 1877. хиротонисан је за епископа и уздигнут у чин титуларног митрополита Филаделфије (назван по Филаделфији од Арабије, садашњем Аману).
У име Јерусалимске патријаршије учествовао је у раду Берлинског конгреса 1878-1879, тражећи враћање имања Гроба Господњег одузетих 1863. године у Румунији.
Потом је боравио у Истанбулу као представник Јерусалимске патријаршије.
Током борбе за замену јерусалимског престола 1882-1883, био је предложен за кандидата за патријарха и активно се супротставио кандидатури Никодима, који је важио за присталицу Русије. Након што је изабран за патријарха, Никодим је пожурио да уклони митрополита Герасима из Истанбула и 1884. опозвао га у Палестину, поставивши га за митрополита скитопољског.
Уз подршку Никодима, који је у митрополиту Герасима видео свог главног ривала и настојао да га уклони из Палестине, изабран је за антиохијског патријарха 30. маја 1885, упркос отпору дела арапског свештенства.
Стање патријарха Герасима на месту патријарха антиохијског праћено је немирима и нередима у многим епархијама. Конфронтација између арапског свештенства и пастве са највишом грчком хијерархијом је расла, што је резултирало отвореним сукобом 1890-их.
Осећајући нестабилност свог положаја, Герасим је добровољно пристао да заузме јерусалимски престо, који је постао упражњен након оставке патријарха Никодима. 28. фебруара 1891. године званично је изабран за патријарха јерусалимског.
Током година управљања Јерусалимском црквом оживео је Богословију манастира Крста, обновио богослужења у неколико древних цркава, важна ствар за њега је било унапређење братства Господњег гроба у материјалном смислу, као и успостављање мира и реда.
Уложио напоре да се обнови црква у заједници Мадаба, у којој је пронађена мозаичка мапа на поду древног храма (данас Црква Светог Ђорђа). Схватајући значај овог открића, патријарх Герасим је предузео мере да се археолошки налаз правилно испита и сачува.
Статус светих места Палестине интересовао је патријарха много више од противљења католичким и протестантским мисионарима, који су отворили многе школе за православне Арапе. Пошто је био присталица панхеленских идеја, Герасим је био стран арапској пастви и био је сумњичав према руском присуству на Блиском истоку, не дозвољавајући отварање школа Царског палестинског православног друштва у централним деловима Патријаршије.